# Откович Тарас Мирославович
Тара́с Миросла́вович Отко́вич (нар. 3 квітня 1977, м. Львів) — український живописець, графік, реставратор, мистецтвознавець. Син Мирослава Отковича, брат Зоряни Откович-Лильо. Кандидат мистецтвознавства (2012). Лавреат Львівської обласної премії імені Іларіона та Віри Свєнціцьких (2009). Член Національної спілки художників України (2021).

## Життєпис
Тарас Откович народився 3 квітня 1977 року у місті Львові.
Закінчив Львівський коледж декоративного і ужиткового мистецтва імені Івана Труша, а 2001 року — Львівську академію мистецтва (педагоги з фаху Юрій Островський, Володимир Черкасов, Орест Голубець, Володимир Овсійчук). Згодом у Львівській філії Національного науково-дослідного реставраційного центру України, де в 1998 році працював реставратором, а згодом на посаді наукового співробітника, завідувача відділу наукових досліджень, а з 2015 і донині завідувач філії. Одночасно протягом 2014—2017 років працював викладачем кафедри реставрації творів мистецтва Львівської національної академії мистецтв.

## Доробок
У своїх наукових та науково-популярних працях висвітлює дослідження, збереження, реставрацію та популяризацію культурно-мистецьких пам'яток. Є співавтором культурологічно-мистецьких проєктів, серед яких: «Сім слів Христа на хресті» (Львів, 2007), «1000 років Софії Київській» (2011, Київ), «Михайло Вербицький» (2015), «Король Данило» (2017), реставраційних виставок «Скульптори Іоан Пфістер і Іоан Пінзель. Витоки і апогей львівського бароко» (2015), «Шедевр Лукаса Кранаха Старшого „Портрет Йогана Ангальт-Цербста“ після реставрації» (2016), «Врятовані скарби Львова» (2018–19), «Нове життя іконостаса з церкви Святої Трійці в місті Жовква» (2021; усі — Львів).
Проводив реставрацію Богородчанського іконостаса 17–18 cт. (1999—2005, Національний музей у Львові) та з церкви Святої Трійці в м. Жовкві на Львівщині.
З 2000 року є учасником обласних, всеукраїнських та міжнародних виставок; мистецьких проєктів «Отковичі», який представлявся протягом 2012, 2018, 2019 років у Львові та Києві; 1-ї всеукраїнської художньо-реставраційної виставки «Мистецтво реставрації», відкриття якої відбулося 2019 року в Харкові. У 2011 та 2021 роках у Львові відбулися персональні виставки. Деякі роботи зберігаються у фондах Національного музею у Львові.
Серед головних робіт:
- «Натюрморт з керамічною вазою» (1997), «Вірменський дворик у Львові», «Озеро і туї» (обидва — 1999),
- поліптих «Гуцульський світ» (2000), «Натюрморт з зеленою пляшкою», «Вечірній натюрморт», «Натюрморт з голубим столом» (усі — 2003), «Натюрморт з мушлями» (2004), «Чорна рілля», «Натюрморт з каменями» (обидва — 2012), «Наша земля», «Портрет доньки», «Ранок на Балтійському морі» (усі — 2017), «Атлант» (2018), «Хліб» (2019), «Композиція з пеліканом, який годує своїх пташенят», «Сонце на балконі», «Чорний хліб» (усі — 2020).

Серед головних праць:
- Деякі іконографічні особливості іконостаса церкви Воздвиження Чесного Хреста монастиря Скит Манявський, авторства Йова Кондзелевича (походження сюжетів та їхній іконографічний зміст) // Зап. НТШ. Пр. Комісії образотвор. та ужитк. мистецтва. Т. 261 (2011);
- Вівтар Св. Анни кін. XVI — поч. XVII із с. Скелівка (Фельштин) // Львів. галерея мистецтв. Дослідж. і мат.: Наук. зб. Вип. 2 (2011);
- Маньєристичні мотиви у архітектурі Львова XVII ст. // Вісн. Львів. університету. Сер. Мистецтвознавство. Вип. 12 (2013);
- Мистецько-стилістичні особливості іконостаса 1650 р. із церкви Зішестя Святого Духа в Рогатині // Мат. наук.-практ. конф. «Рогат. Святодухів. церква крізь призму історії» (2013);
- Парадне полотно «Вінчання князя Миколи Радзивілла з Катериною Гонзаго» середини ХVІІІ ст. із Волинського краєзнавчого музею.
- Реставрація та історичний контекст // Мат. Міжнар. наук. конф. «Олика та Радзивілли в історії України, Польщі та Білорусі», Луцьк, 21–22 вересня 2017 р. (2018).